# Chính sách thị thực của Nigeria
Du khách đến Nigeria cần có thị thực trừ khi họ đến từ một trong những quốc gia được miễn thị thực. Tất cả du khách đều phải có hộ chiếu có hiệu lực 6 tháng.

## Bản đồ chính sách thị thực

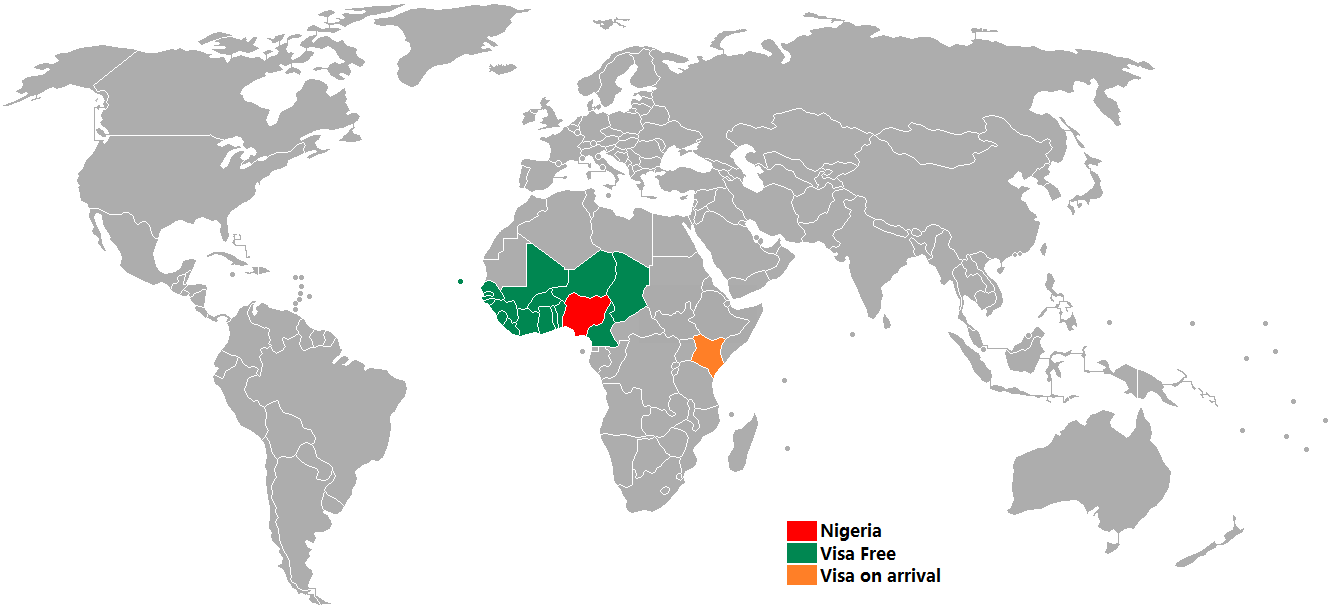
Chính sách thị thực Nigeria
Nigeria
Miễn thị thực
Thị thực tại cửa khẩu

## Chính sách thị thực
Công dân từ 17 quốc gia sau có thể đến Nigeria mà không cần thị thực:
| - Benin - Burkina Faso - Cameroon - Cape Verde - Chad - Bờ Biển Ngà - Gambia - Ghana - Guinea | - Guinea-Bissau - Liberia - Mali - Niger - Senegal - Seychelles - Sierra Leone - Togo |

Miễn thị thực với những công dân trước đây của Nigeria mà sở hữu hộ chiếu có hiệu lực cùng với hộ chiếu Nigeria hết hạn.
Công dân  Kenya có thể xin thị thực tại cửa khẩu ở lại tối đa 90 ngày.
Người sở hữu hộ chiếu ngoại giao và công vụ của Brazil, Trung Quốc, Namibia và Nam Phi không cần thị thực cũng như người sở hữu hộ chiếu ngoại giao của Thổ Nhĩ Kỳ.

Công dân Trung Quốc sở hữu hộ chiếu làm việc công cũng không cần thị thực tối đa 30 ngày.
Người sở hữu phê chuẩn thị thực điện tử được cấp bởi Trụ sở Ủy ban Nhập cư tại Abuja, có thể xin thị thực tại cửa khẩu, nếu sở hữu đơn xin thị thực và hóa đơn thanh toán thị thực điện tử và lời mời từ một công ty của Nigeria chịu trách nhiệm về nhập cư.